# تريوبولي (لعبة طاولة)
تريوبولي (بالإنجليزية: Triopoly)‏ هي لعبة لوحية من ريفيل انترتينمنت. وهي تلعب بنفس طريقة لعبة مونوبولي، لكنها تحتوي على ثلاث مسارات للخصائص بدلاً من واحد، ومباني إضافية يمكن تشييدها على مربعات. تم ترتيب مسارات اللوح بشكل مركزي، حيث يتم رفع الجزئين الأوسطين قليلاً لتشكيل زقورة.
قدم جيفري بيرندت اللعبة في عام 1989. جاءت الفكرة من لعبة مونوبولي التي استمرت خمس ساعات. ولعبة الشطرنج ثلاثية الأبعاد التي شاهدها في إحدى حلقات ستار تريك في اليوم التالي. شارك في تصميم اللعبة وتوضيحها جيريمي باريش وكريس هورنباكر. وقد تم ترخيص اللعبة لشركة ريفيل انترتينمنت. وهي شركة شارك في تأسيسها بيرندت وماينارد وجودي جوللي وبوردن دوفيل. جمعت الشركة الأموال لنشر اللعبة في عام 1997. فازت اللعبة بالعديد من الجوائز وحصلت على لقب واحدة من «أفضل الألعاب الجديدة» من قبل جود هاوسكيبينج ومجلة كايم ماجازين. 
يمكن لعب اللعبة على مستوى واحد أو مستويين أو ثلاثة، بحيث يمكن للاعبين اختيار المدة التي يريدون اللعب فيها. مع تذاكر «طيران صغير» أو مصعد، يمكن للاعبين التنقل بين المستويات في أماكن السفر. يمكن للاعبين أيضًا اختيار المستوى الذي يريدون اللعب عليه. يعد بناء محطات الوقود ومراكز التسوق وناطحات السحاب إحدى الطرق التي يمكن للاعبين من خلالها تحسين ممتلكاتهم.